# Carl Maria Ferdinand Finkelnburg

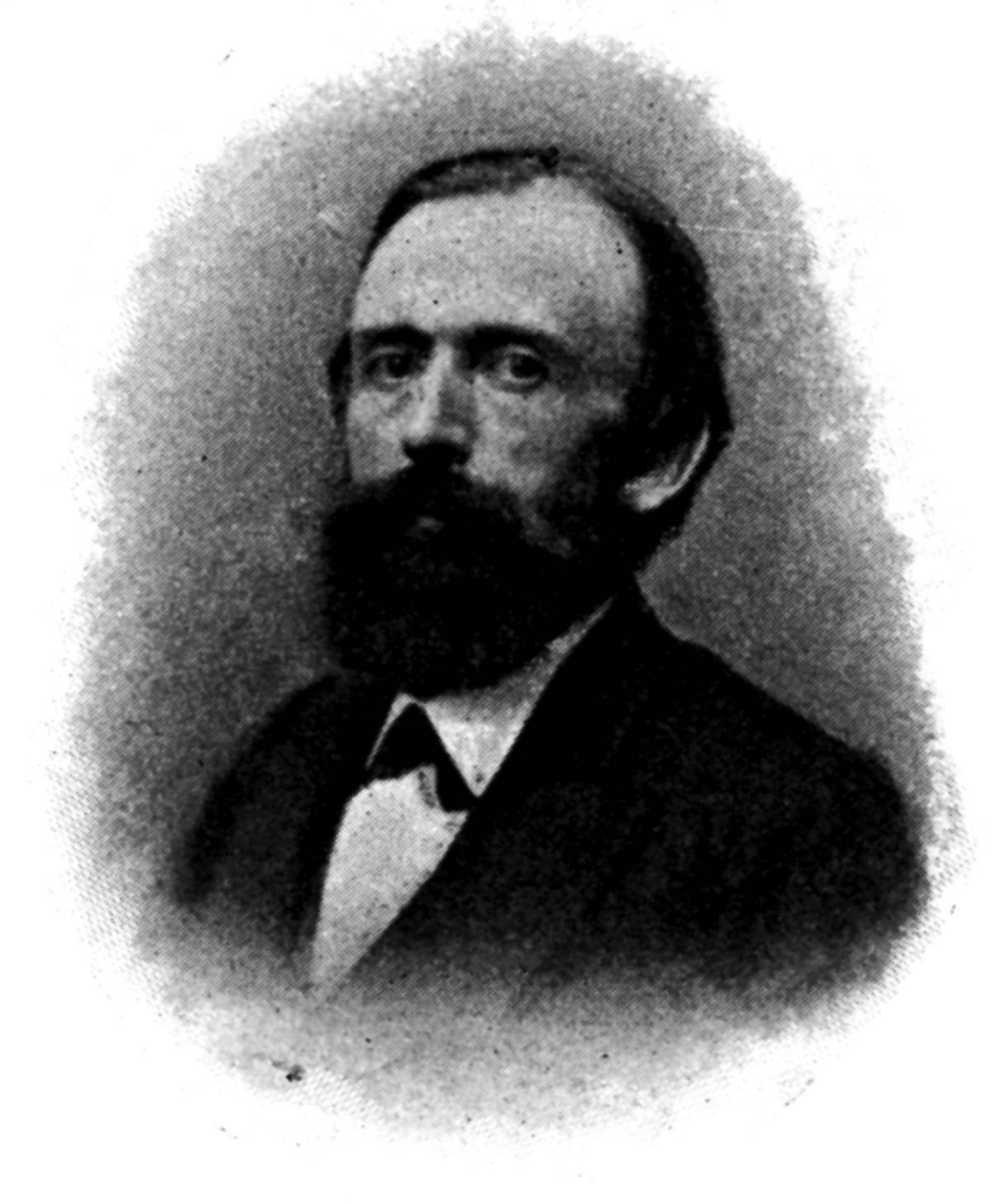
Carl Maria Ferdinand Finkelnburg

Carl Maria Ferdinand Finkelnburg (ur. 17 czerwca 1832 w Marialinden, zm. 11 maja 1896 w Godesbergu) – niemiecki lekarz psychiatra, tajny radca (geheimer Regierungsrat).
Studiował medycynę na Reńskim Uniwersytecie Fryderyka Wilhelma w Bonn, Uniwersytecie Juliusza i Maksymiliana w Würzburgu (u Köllikera i Virchowa) oraz Uniwersytecie Fryderyka Wilhelma w Berlinie (u Schönleina, Buscha, Langenbecka). Tytuł doktora medycyny otrzymał w 1853 w Berlinie. Przez kolejne dwa lata służył jako lekarz wojskowy w brytyjskiej armii. Po wojnie krymskiej pracował przez pewien czas jako lekarz asystent w Szpitalu św. Tomasza w Londynie. Od 1857 do 1861 był asystentem Jacobiego w zakładzie dla chorych umysłowo w Siegburgu. Przez krótki czas praktykował w Cochem an der Mosel. W 1862 habilitował się w dziedzinie psychiatrii, w 1872 został profesorem nadzwyczajnym higieny na bońskiej uczelni. Zmarł w 1896
Wprowadził do psychiatrii pojęcie asymbolii.
Jego synem był neurolog Rudolf Finkelnburg.

## Wybrane prace
- De encephalomalacia ex arteriarum obstructione orta. Schlesinger, 1853
- Jacobi’s Kaltwasserkuren bei Seelengestörten. Allgemeine Zeitschrift für Psychiatrie 20, s. 433 (1853)
- Über Willensstörungen ohne Intelligenzstörung (1862)
- Über den Einfluss des Nachahmungstriebes auf die Entstehung des Irreseins (1863)
- Erfahrungen über Kaltwasserkuren bei Seelengestörten. Allgemeine Zeitschrift für Psychiatrie und psychisch-gerichtliche Medicin 21 s. 507 (1864)
- Über den Einfluss der Volkserziehung auf die Volksgesundheit (1873)
- Die öffentliche Gesundheitspflege Englands: Nach ihrer geschichtlichen Entwickelung und .... Marcus, 1874
- Über den Einfluss der heutigen Unterrichtsgrundsätze auf die Gesundheit des heranwachsenden Geschlechts (1878)
- Zur Naturgeschichte der städtischen Brunnenwässer im Rheinthale (1873)
- Über den Schutz der geistigen Gesundheit (1879)
- Über den hygienischen Gegensatz von Stadt und Land (1882)
- Die Bedeutung der gegenwärtigen Choleragefahr und ihre wirksamste Bekämpfung. Trewendt, 1893